# The Place Beyond the Pines
The Place Beyond the Pines is een Amerikaanse dramafilm/thriller uit 2012, geregisseerd door Derek Cianfrance, die eerder de succesvolle film Blue Valentine schreef en regisseerde. Cianfrance is ook verantwoordelijk voor het script van The Place Beyond the Pines, dat hij schreef samen met Ben Coccio en Darius Marder.
Ryan Gosling, die eerder met Cianfrance werkte aan Blue Valentine, speelt in deze film een hoofdrol naast Bradley Cooper en Eva Mendes.